# Myxilla pistillaris
Myxilla pistillaris är en svampdjursart som beskrevs av Topsent 1916. Myxilla pistillaris ingår i släktet Myxilla och familjen Myxillidae. Inga underarter finns listade i Catalogue of Life.